# Esqui alpino nos Jogos Olímpicos de Inverno de 2006 - Combinado feminino
A competição de combinado feminino nos Jogos Olímpicos de Inverno de 2006 aconteceu no dia 17 de fevereiro.

## Medalhistas
| Ouro   | CRO Janica Kostelić |
| Prata  | AUT Marlies Schild  |
| Bronze | SWE Anja Pärson     |

## Resultados
| #  | Esquiadora                     | Downhill | Slalom 1 | Slalom 2 | Total   | Diferença |
| -- | ------------------------------ | -------- | -------- | -------- | ------- | --------- |
|    | CRO Janica Kostelić            | 1:29.40  | 38.65    | 43.03    | 2:51.08 | —         |
|    | AUT Marlies Schild             | 1:30.36  | 38.39    | 42.83    | 2:51.58 | +0.50     |
|    | SWE Anja Pärson                | 1:29.57  | 38.75    | 43.31    | 2:51.63 | +0.55     |
| 4  | AUT Kathrin Zettel             | 1:30.66  | 38.77    | 42.98    | 2:52.41 | +1.33     |
| 5  | AUT Nicole Hosp                | 1:31.14  | 38.75    | 43.32    | 2:53.21 | +2.13     |
| 6  | AUT Michaela Kirchgasser       | 1:31.02  | 38.99    | 43.47    | 2:53.48 | +2.40     |
| 7  | GER Martina Ertl-Renz          | 1:31.08  | 39.28    | 43.92    | 2:54.28 | +3.20     |
| 8  | SWE Jessica Lindell-Vikarby    | 1:30.19  | 40.04    | 44.96    | 2:55.19 | +4.11     |
| 9  | USA Julia Mancuso              | 1:30.84  | 39.79    | 44.81    | 2:55.44 | +4.36     |
| 10 | CAN Brigitte Acton             | 1:30.98  | 40.18    | 44.59    | 2:55.75 | +4.67     |
| 11 | USA Resi Stiegler              | 1:32.35  | 39.08    | 44.36    | 2:55.79 | +4.71     |
| 12 | SWE Janette Hargin             | 1:31.29  | 40.06    | 44.78    | 2:56.13 | +5.05     |
| 13 | CAN Emily Brydon               | 1:29.92  | 40.94    | 45.65    | 2:56.51 | +5.43     |
| 14 | SWE Nike Bent                  | 1:30.13  | 40.66    | 45.83    | 2:56.62 | +5.54     |
| 15 | SVK Veronika Zuzulová          | 1:33.28  | 39.68    | 43.67    | 2:56.63 | +5.55     |
| 16 | GER Monika Bergmann-Schmuderer | 1:32.54  | 40.37    | 43.89    | 2:56.80 | +5.72     |
| 17 | USA Kaylin Richardson          | 1:31.83  | 40.45    | 44.55    | 2:56.83 | +5.75     |
| 18 | FRA Marie Marchand-Arvier      | 1:31.45  | 41.04    | 44.62    | 2:57.11 | +6.03     |
| 19 | CZE Šárka Záhrobská            | 1:32.38  | 40.26    | 44.50    | 2:57.14 | +6.06     |
| 20 | ITA Nadia Fanchini             | 1:30.04  | 40.90    | 46.21    | 2:57.15 | +6.07     |
| 21 | SLO Petra Robnik               | 1:32.02  | 40.54    | 44.84    | 2:57.40 | +6.32     |
| 22 | CZE Lucie Hrstková             | 1:32.42  | 40.96    | 46.19    | 2:59.57 | +8.49     |
| 23 | SVK Soňa Maculová              | 1:34.09  | 40.53    | 45.63    | 3:00.25 | +9.17     |
| 24 | CZE Petra Zakouřilová          | 1:34.59  | 40.46    | 45.72    | 3:00.77 | +9.69     |
| 25 | ESP Carolina Ruiz Castillo     | 1:32.72  | 41.74    | 46.47    | 3:00.93 | +9.85     |
| 26 | ARG Macarena Simari Birkner    | 1:35.72  | 40.99    | 45.95    | 3:02.66 | +11.58    |
| 27 | ITA Wendy Siorpaes             | 1:31.71  | 42.66    | 48.48    | 3:02.85 | +11.77    |
| 28 | ISL Dagný L. Kristjánsdóttir   | 1:31.65  | 44.23    | 48.37    | 3:04.25 | +13.17    |
| 29 | ARG María Belén Simari Birkner | 1:36.72  | 41.55    | 47.08    | 3:05.35 | +14.27    |
| 30 | CHI Noelle Barahona            | 1:42.61  | 47.62    | 56.39    | 3:26.62 | +35.54    |
| —  | SUI Fränzi Aufdenblatten       | DNS      | 41.22    | 47.23    | DNS     |           |
| —  | CRO Nika Fleiss                | DNS      | 40.29    | 45.00    | DNS     |           |
| —  | USA Lindsey Kildow             |          | 39.86    | DNF      | DNF     |           |
| —  | SLO Urška Rabič                |          | 40.61    | DNF      | DNF     |           |
| —  | ITA Daniela Merighetti         |          | 41.41    | DSQ      | DSQ     |           |
| —  | ESP Andrea Casasnovas          |          | DNS      |          | DNS     |           |
| —  | ARG Miriam Vázquez             |          | DNS      |          | DNS     |           |
| —  | FRA Anne-Sophie Barthet        |          | DNF      |          | DNF     |           |
| —  | SCG Jelena Lolović             |          | DNF      |          | DNF     |           |
| —  | CAN Shona Rubens               |          | DNF      |          | DNF     |           |
| —  | SVK Eva Hučková                |          | DNF      |          | DNF     |           |
| —  | SVK Jana Gantnerová            |          | DNF      |          | DNF     |           |
| —  | MON Alexandra Coletti          |          | DNF      |          | DNF     |           |
| —  | LIB Chirine Njeim              |          | DNF      |          | DNF     |           |
| —  | GBR Chemmy Alcott              |          | DSQ      |          | DSQ     |           |

Legenda
| Recorde mundial      | Recorde mundial (World record)               |                       | Recorde africano                      | Recorde africano (African) |                                           | Q | Classificado por posição (Qualified) |
| Recorde olímpico     | Recorde olímpico (Olympic record)            | Recorde da América    | Recorde da América (Americas)         | q                          | Classificado por melhor tempo (Qualified) |   |                                      |
| Melhor marca do ano  | Melhor marca do ano (World leading)          | Recorde asiático      | Recorde asiático (Asian)              | DNS                        | Não largou (Did not start)                |   |                                      |
| Recorde nacional     | Recorde nacional (National record)           | Recorde europeu       | Recorde europeu (European)            | DNF                        | Não terminou (Did not finish)             |   |                                      |
| Recorde pessoal      | Recorde pessoal do atleta (Personal best)    | Recorde da Oceania    | Recorde da Oceania (Oceania)          | DSQ / DQ                   | Desclassificado (Disqualified)            |   |                                      |
| Recorde da temporada | Recorde da temporada do atleta (Season best) | Recorde sul-americano | Recorde sul-americano (South America) | NM                         | Sem marca (No mark)                       |   |                                      |